# Camponotus robertae
Camponotus robertae är en myrart som beskrevs av Santschi 1926. Camponotus robertae ingår i släktet hästmyror, och familjen myror. Inga underarter finns listade.